# 阿力木江·买买提明
阿力木江·买买提明（维吾尔语：ئالىمجان مەمتىمىن，拉丁维文：Alimjan Memtimin，1959年10月—），维吾尔族，新疆且末人，中华人民共和国政府官员。

## 生平
1975年9月参加工作。1975年9月到1978年10月，在且末县跃进公社接受贫下中农再教育。1978年10月到1982年7月，在中央民族学院民语系维吾尔语专业学习。1982年7月，担任新疆八一农学院基础部教师。1987年2月，调任八一农学院教务处学生科副科长。1990年5月加入中国共产党。1990年6月，调任八一农学院团委副书记。1993年10月，调任八一农学院语言教学部副主任。1994年2月，调任八一农学院院长办公室副主任。
1994年5月，任于田县副县长。1996年11月，任中共民丰县委副书记。1999年8月，任中共民丰县委副书记、代县长。1999年10月，任中共民丰县委副书记、县长。
2004年2月，任中共新疆维吾尔自治区教育厅党组成员、副厅长。2008年8月，任中共伊犁哈萨克自治州党委副书记。2011年1月，任中共新疆日报社党委副书记、社长、副总编辑。2013年3月，任中共新疆维吾尔自治区人民政府党组成员、新疆维吾尔自治区人民政府秘书长（2013年3月30日任）、中共新疆维吾尔自治区人民政府办公厅党组书记。
2015年6月下旬，因涉嫌严重违纪，接受组织调查。同年7月24日，新疆维吾尔自治区第十二届人民代表大会常务委员会第十七次会议通过决定，免去其新疆维吾尔自治区人民政府秘书长职务。2016年2月，据中共新疆维吾尔自治区纪委消息，经中共新疆维吾尔自治区纪委常委会议研究并报中共新疆维吾尔自治区党委常委会议审议，决定给予其开除党籍处分；由新疆维吾尔自治区监察厅报新疆维吾尔自治区人民政府批准，给予其行政开除处分；收缴其违纪所得；将其涉嫌违法犯罪问题及线索移送司法机关处理。
2021年，央視旗下的中國環球電視網發布新疆反恐紀錄片， 力木江·買買提明自称自己為“當面一套，背面一套的两面人”。